# Atotoztli II

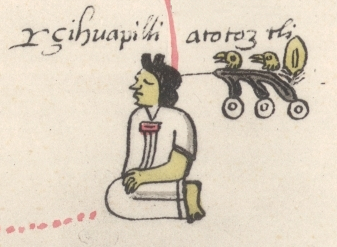
Atotoztli II

Atotoztli II även kallad Huitzilxochtzin, född på 1400-talet, död under eller efter år 1472, var en aztekisk prinsessa och möjligen regent eller monark. Hon ska ha styrt Aztekriket efter sin fars död och under sina minderåriga söners omyndighet cirka 1466–1472, men hennes regeringstid är obekräftad.

## Biografi
Atotoztli II var dotter till aztek-kejsaren Moctezuma I och Chichimecacihuatzin. Hon fick sitt namn från sin farmor Atotoztli, och kallas därför Atotoztli "II" för att skilja henne från denna. Hon gifte sig med Tezozomoc, furste av Azcapotzalco, och blev mor till prinsarna Tizoc, Axayacatl och Ahuitzotla.

### Regeringstid
Atotoztlis far kejsaren avled omkring år 1466. En fraktion bland den aztekiska adeln under ledning av Tlacaelel ville då få henne vald till sin fars efterträdare istället för hennes bror Iquehuacatzin eller hennes make Tezozomoc, och lyckades genomdriva detta med hjälp av stödet från kungen av Texcoco.
Det är obekräftat huruvida hon besteg tronen personligen som monark, eller endast fungerade som regent för sina minderåriga söner. Enligt de källor som sammanställdes efter den spanska erövringen styrde hon landet i sex års tid. Hennes regeringstid ska ha orsakat de senare tronstriderna mellan hennes bröder och hennes söner, som ledde till att hennes bror Iquehuacatzin dödades av hennes son Axayacatl 1472.
Atotoztli II:s namn listas inte i regentlistorna från tiden före den spanska erövringen, och senare forskare har föreslagit att hennes maktinnehav möjligen uppdiktades av spanjorerna för att motivera Isabel Moctezumas arvsanspråk. Om hon var regent snarare än monark i eget namn, skulle hon dock inte ha stått i regentlistan ändå. Huruvida hon faktiskt regerade är obekräftat.